# A Thousand Leaves
A Thousand Leaves je v pořadí dvanácté album americké rockové kapely Sonic Youth. Bylo vydáno v březnu roku 1998. Nahrávání proběhlo v malém studiu na Manhattanu.

## Seznam skladeb
| Pořadí         | Název                                 | Délka |
| -------------- | ------------------------------------- | ----- |
| 1.             | Contre le sexisme                     | 3:52  |
| 2.             | Sunday                                | 4:52  |
| 3.             | Female Mechanic Now on Duty           | 7:44  |
| 4.             | Wildflower Soul                       | 9:01  |
| 5.             | Hoarfrost                             | 4:58  |
| 6.             | French Tickler                        | 4:50  |
| 7.             | Hits of Sunshine (For Allen Ginsberg) | 10:59 |
| 8.             | Karen Koltrane                        | 9:18  |
| 9.             | The Ineffable Me                      | 5:18  |
| 10.            | Snare, Girl                           | 6:38  |
| 11.            | Heather Angel                         | 6:06  |
| Celková délka: | Celková délka:                        | 73:36 |